# Анрі Дюпюї де Лом
Анрі Дюпюї де Лом (15 жовтня 1816, Плоемер, Франція — 1 лютого 1885, Париж) — французький майстер суднобудування.

## Біографія
Анрі Дюпюї де Лом народився 15 жовтня 1816 року в родині військово-морського офіцера в Плоемері поблизу міста Лорієн на заході Франції. Він здобув освіту в Політехнічній школі. Отримавши професійну освіту, виїхав до Англії приблизно в 1842 р. і вивчив суднобудування та пароплавство. Він написав звіт, опублікований згодом під назвою Mémoire sur la construction des bâtiments en fer в 1844 р.

## Перший паровий лінкор

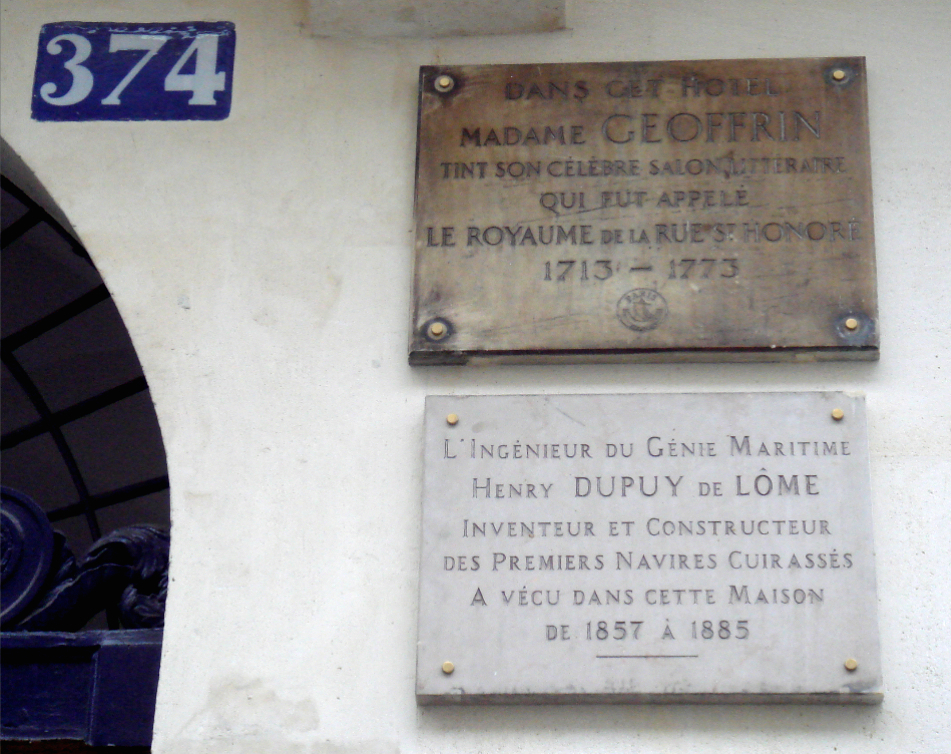
Анрі Дюпюї де Лом жив у Парижі на вулиці Сен-Оноре, 374, з 1857 р. до своєї смерті в 1885 р.

Після повернення з Англії Дюпюї де Лом розпочав роботу в арсеналі в Тулоні. У той час пароплави у ВМС Франції приводились у рух гребними колесами, і була протидія введенню парової енергії на бойові кораблі. Видно, що весло-колесо не підходить для великих бойових суден, і не було впевненості у гвинті; тоді як переважна більшість морських офіцерів у Франції, як і в Англії, були проти.
Дюпюї де Лом був впевнений, що на бойових кораблях слід використовувати повну потужність пари. Він міцно тримався цієї ідеї; у 1845 році він звернувся з доповіддю до морського міністра з пропозицією побудувати гвинтовий фрегат, який повинен бути побудований із металевим корпусом і захищений поясом броні, утвореним кількома товщинами залізного покриття. Такий корабель не будувався кілька років, але ідея «класичного» залізного лінкора була чітко викладена в цьому звіті.

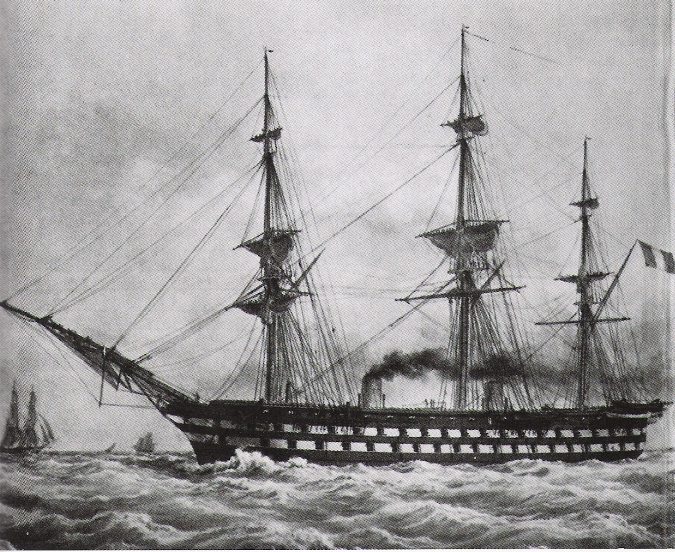
Наполеон Дюпюї де Ломе, перший паровий лінкор.

Дюпюї де Лом розумів, що кардинальні зміни в конструкції та русі кораблів неминучі. Його колег вразила та сама ідея: в Англії, приблизно у той же час були замовлені гвинтові перероблені «блок-кораблі». Ця дія з британської сторони спонукала переробку вітрильних кораблів бойової лінії на судна з допоміжною паровою потужністю.
Дюпюї де Лом продовжив роботу над цією ідеєю і був нагороджений в 1847 році замовленням Le Napoléon, який став першим паровим лінкором, а також першим гвинтовим лінкором, коли-небудь побудованим. Він був 77,8 м у довжину, 17 м у ширину і водотоннажністю 5000 тонн з двома палубами. Його запустили в 1850 році і досягли швидкості майже 26 км\год. Під час Кримської війни це привернуло велику увагу, і незабаром була введена парова енергія для флоту в усьому світі.

## Перший залізний броненосець

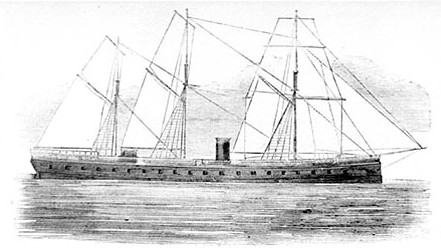
Перший океанський залізний лінкор (1858)

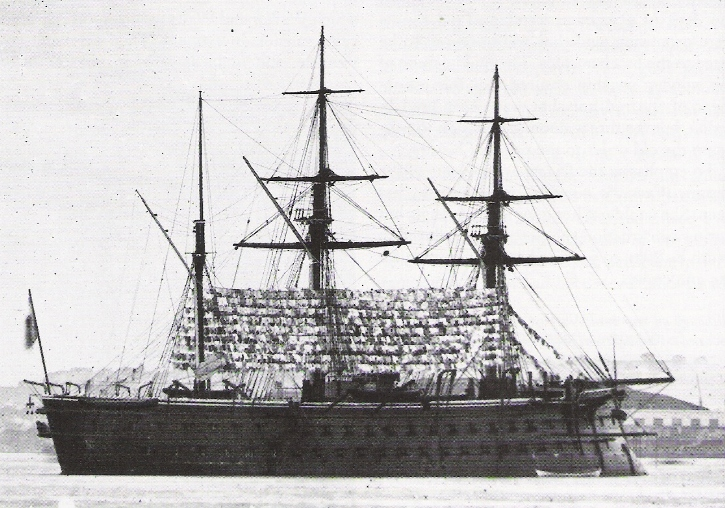
Французький броненосець Сольферіно

Разом із впровадженням парової енергії, використання залізної броні призвело до чергової революції в дизайні приблизно в той же час. Дюпюї де Лом застосував свої таланти і в цій галузі, показавши практичність бронювання бортів дерев'яного корабля. У 1857 році він був призначений на найвищу посаду в Конструктивному корпусі і його проект ув затверджений у тому ж році. «Ла Глуар» був побудований досить швидко, за ним слідувала будівельна програма, за якою збудували п'ять таких кораблів до 1863 року.
Були побудовані двопалубні широкі залізні броненосці, їх спроєктував Дюпюї де Лом — Маджента та Сольферіно. Ці кораблі були першими, оснащені циліндричним тараном.
У дизайні Дюпюї де Лом дотримувався принципу використання відомих форм та розмірів для існуючих успішних конструкцій, змінюючи лише те, що було абсолютно необхідним. Дюпюї де Лом послідовно дотримувався цього принципу; але в той же час він показав, що готовий розглянути, як найкраще задовольнити зростаючі вимоги до більш товстої броні, важчих гармат і більш високих швидкостей.
Відзнаки.
Хрест Почесного легіону він отримав у 1845 році, командиром став у 1858 році, а старшим офіцером — у грудні 1863 року У 1860 році був призначений державним радником і представляв французьке адміралтейство в парламенті; у 1861 р. він був призначений " генеральним інспектором Матеріалу де ла Марін " (генеральним інспектором техніки ВМС). У 1866 р. Був обраний членом Академії наук. На початку франко-німецької війни він був призначений членом комітету оборони. У 1869—1875 році був депутатом, а в 1877 р. — довічно обраний сенатором. Дюпюї був членом Академії наук та інших видатних наукових органів.

## Судноплавні повітряні кулі

Дирижабль Анрі Дюпюї де Лома, 1872 рік
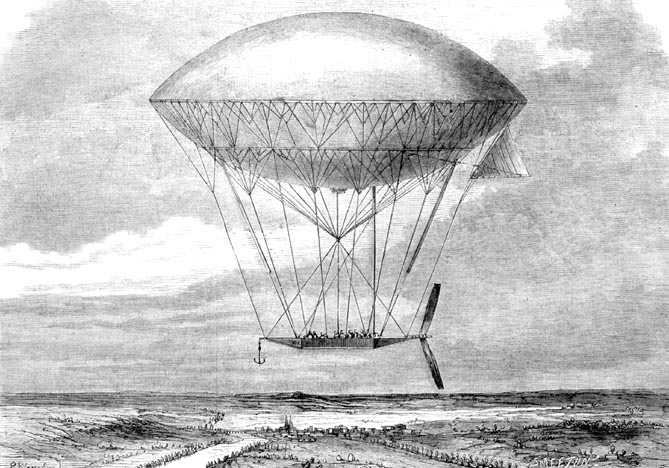
Судноплавна куля, розроблена Дюпюї де Ломе в 1872 році
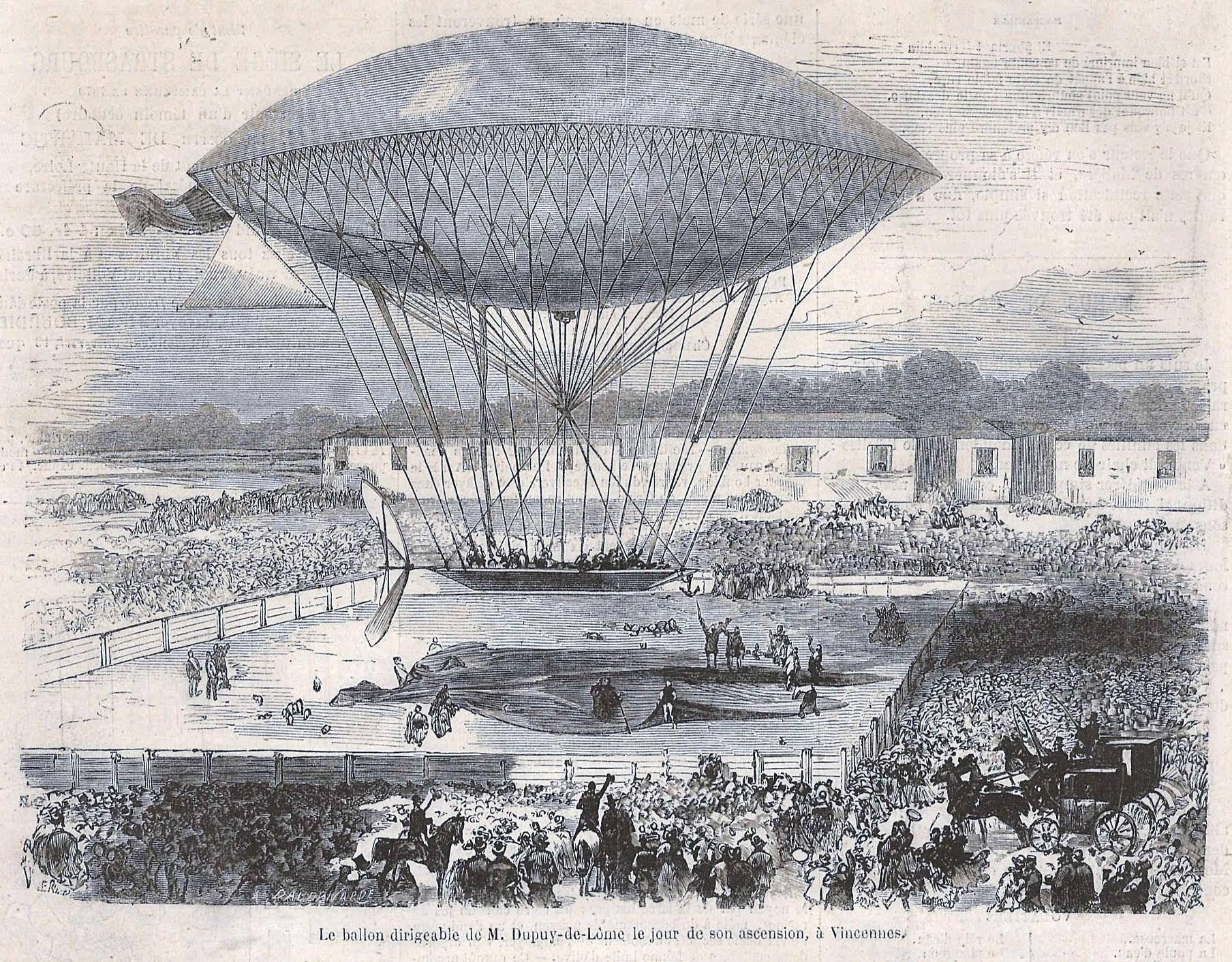
Судноплавна куля 2 лютого 1872 року

У 1870 році Дюпюї де Лом приділив багато часу вдосконаленню судноплавної кулі, і французький уряд надав йому допомогу в проведенні експериментів. За реалізацію проекту він отримав кредит у 40 000 франків; але повітряна куля була готова лише за кілька днів до капітуляції. Експерименти призвели до розробки одного з перших судноплавних аеростатів, який отримав назву Дюпюї де Лом (фр.)
Дирижабль «Дюпюї де Лом» мав довжину 36 метрів, діаметр 14,84 метра, висоту 29 метрів і загальний об'єм 3454 кубічних метрів. Він міг забезпечити швидкість від 9 до 11 км / год. Кошик під повітряною кулею міг перевезти 14 людей.
У 1875 р. Дюпюї був зайнятий схемою посадки залізничного поїзда в Кале, і в липні виставив на розгляд Академії наук плани вдосконаленої моделі «портових поїздів Бато».

## Електричний підводний човен
Останні роки життя Дюпюї де Лом працював над проектом електричної підводного човна, значною мірою натхненний експериментальними результатами підводного човна Plongeur . Після його смерті проект взяв на себе його друг Гюстав Зеде, і згодом запустив один з перших електричних підводних човнів у світі.

## Пам'ять
Дюпюї де Лом зіграв важливу роль у допомозі ВМС Франції в ряді технологічних досягнень 19 століття, зміцнивши позицію ВМС Франції як другого у світі на той час. Ці нововведення спиралися на потужну промислову базу, поступаючись лише Великій Британії, і значно випереджаючи США або Пруссію. Помер у Парижі 1 лютого 1885 року.

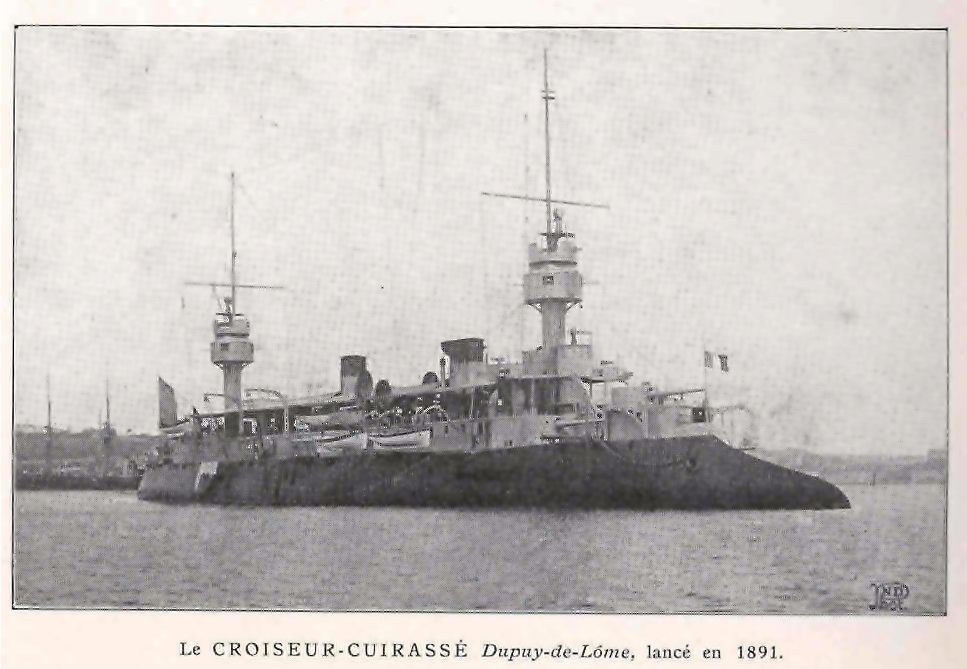

- Броньований крейсер " <i id="mwjg">Дюпюї де Лом"</i>, запущений в Бресті в 1887 році, мав швидкість 43 км\год і призначений для нальоту на ворожі торгові судна під час тривалих набігів.
- Підводний човен « Дюпюї де Лом», спущений на воду в 1915 році
- «Дюпюї де Лом», спущений на воду 27 березня 2004 р., побудований у Нідерландах для ВМС Франції, — це розвідувальне судно, призначене для збору «Комінт» («Інтелект зв'язку») та «Елінт» («Електронний інтелект»).